# Beginergården i Hoogstraten
Beginergården i Hoogstraten i Belgien består av 36 hus, en beginerkyrka tillägnad Evangelisten Johannes samt en lada.

## Historia
Beginergården i Hoogstraten grundades omkring 1380. På 1500-talet utsattes beginerna för flera bränder, bland annat skärtorsdagen 1506, då hela komplexet förutom kyrkan förstördes. 1534 blev gården omgiven av en stenmur. I början 1600-talet fanns två beginer. Deras antal steg till 160 i slutet av 1600-talet. 1972 lämnade den sista beginen, Johanna van den Wijngaard, beginergården.
1992 beslutade ett antal boende i Hoogstraten att restaurera gården. Sedan 1997 är beginergården återigen helt bebodd.

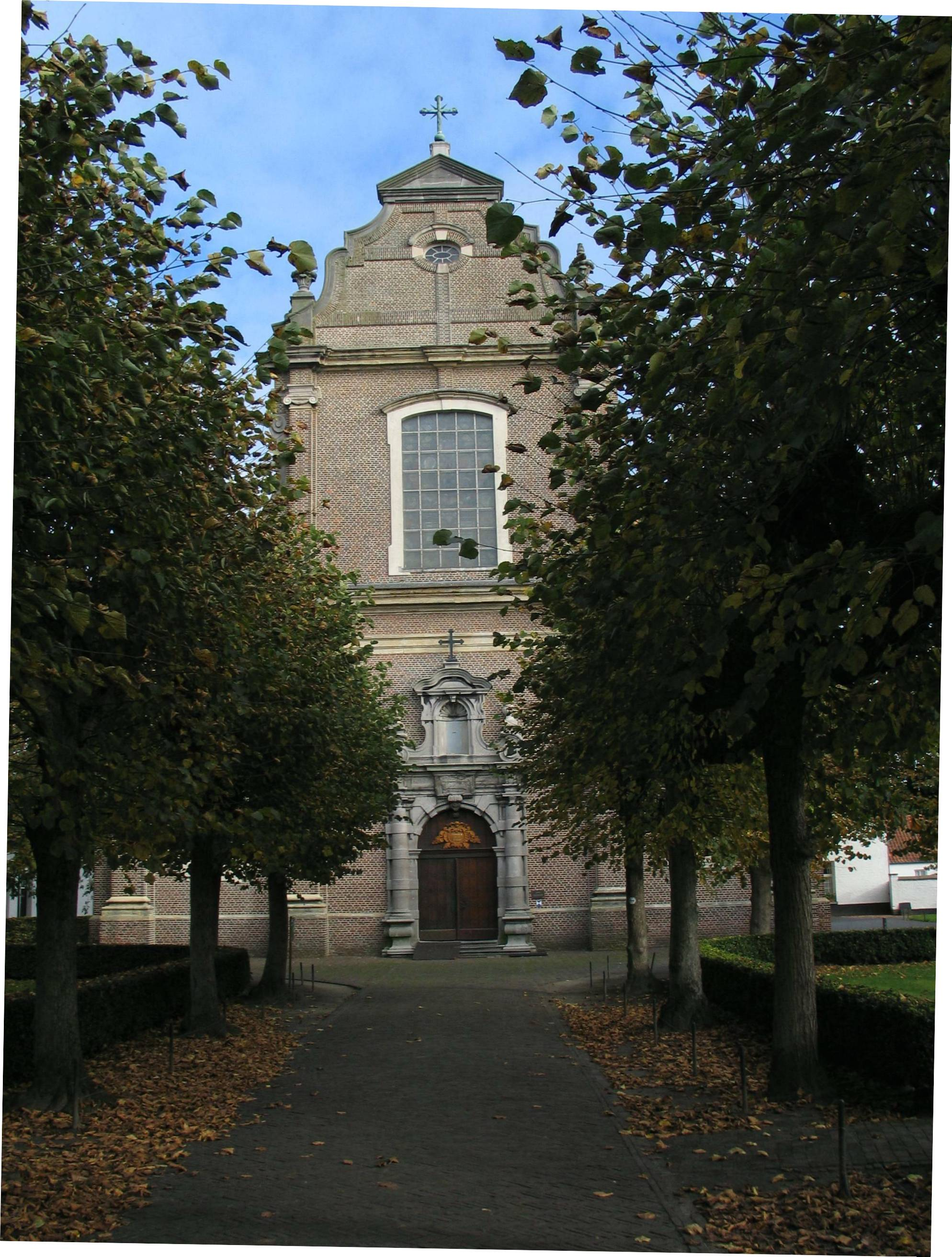
Beginergårdens kyrka
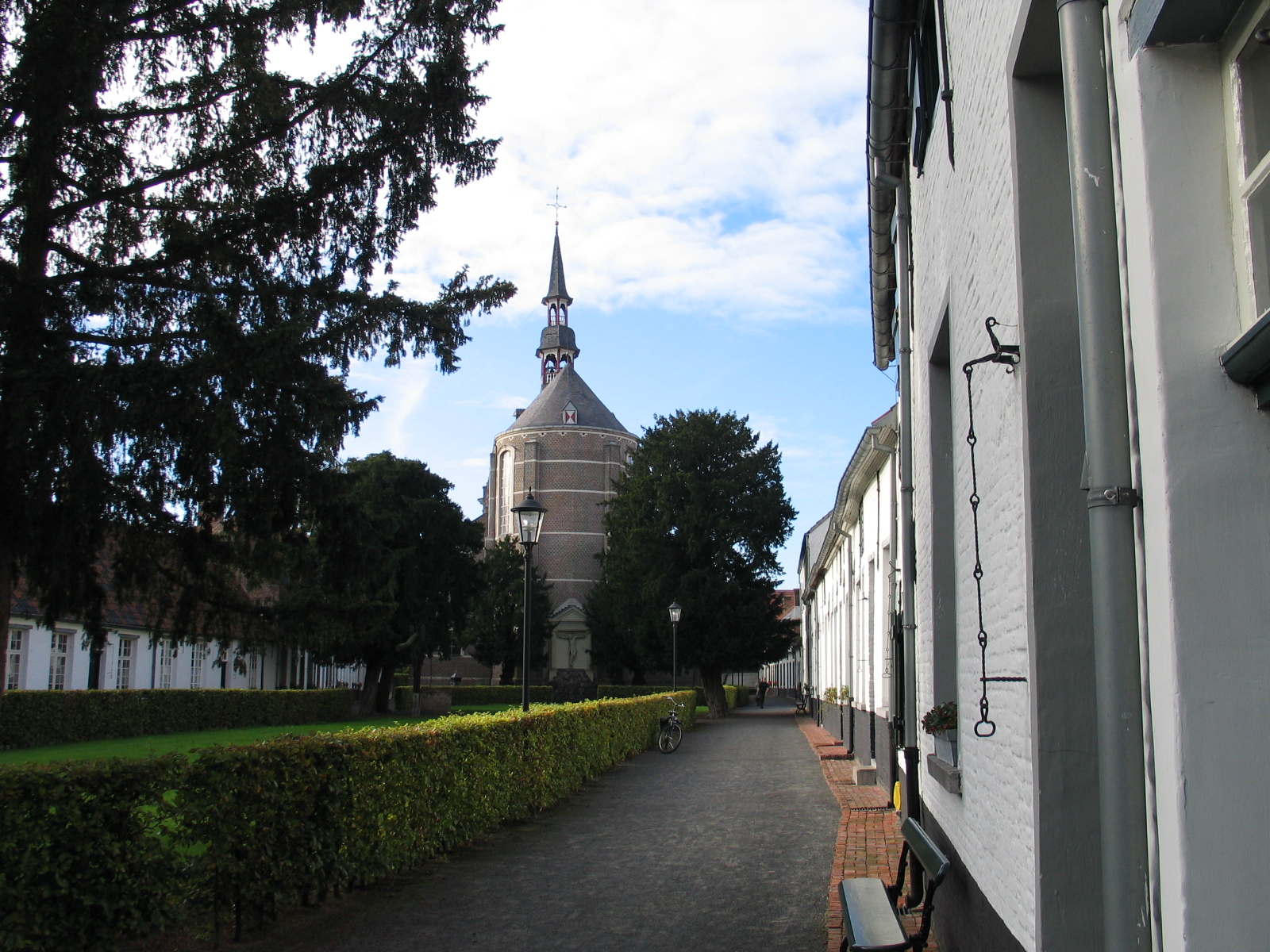
Beginergården i Hoogstraten